# Tandikat
Tandikat je v současnosti nečinná sopka na indonéském ostrově Sumatra, asi 15 km západně od vulkánu Marapi. Vrchol 2 438 m vysoké hory je zakončený 1,2 km širokým kráterem. Koncem 19. a začátkem 20. století byly zaznamenány tři menší erupce. Nejbližším sousedem je stratovulkán Singgalang (2 877 m), vzdálený pouhé 4 kilometry severním směrem.